# اقتصاد مدينة نيويورك

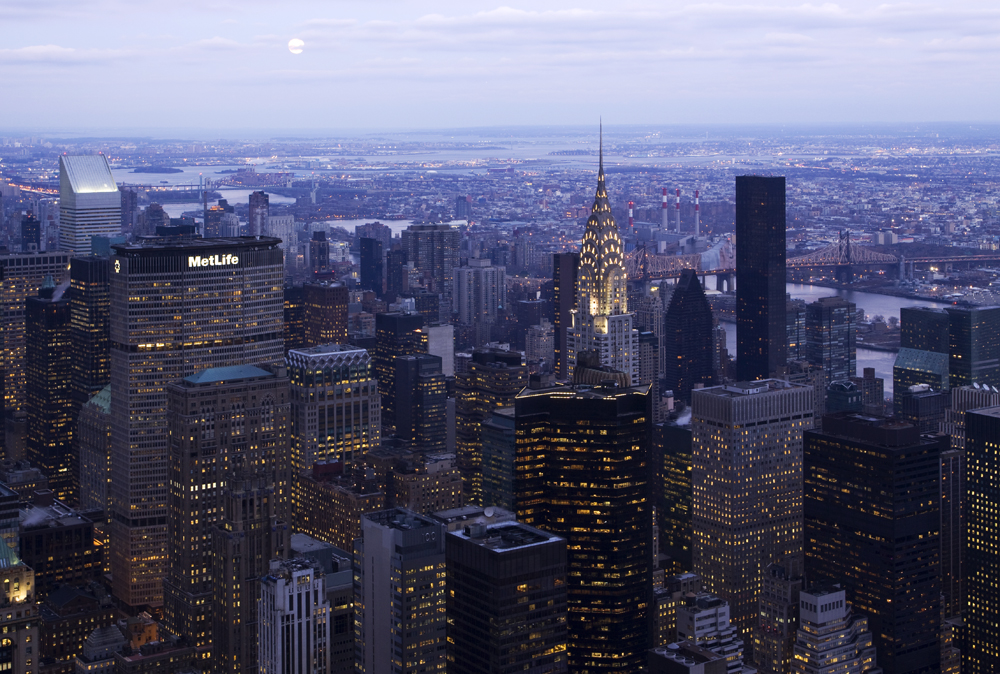
الجزء الشرقي من مدينة نيويورك في وسط مدينة مانهاتن، أكبر منطقة تجارية في العالم.

يشمل اقتصاد مدينة نيويورك أكبر اقتصاد بلدي وإقليمي في الولايات المتحدة. تم ترسيخ مدينة نيويورك في وول ستريت في مانهاتن السفلى، حيث تتميز بأنها المركز المالي الأول في العالم. تعد موطنا لبورصة نيويورك للأوراق المالية ونازداك، أكبر بورصتين في العالم من حيث القيمة السوقية ونشاط التداول. في عام 2012، أنتجت منطقة العاصمة في نيويورك ناتج حضري إجمالي (GMP) يزيد عن 1.33 تريليون دولار أمريكي، يبلغ عدد سكانها 20.3 مليون نسمة. أنتجت المنطقة الإحصائية المجمعة  برنامج GMP بأكثر من 1.55 تريليون دولار أمريكي. كلاهما يحتل المرتبة الأولى على المستوى الوطني بهامش واسع ويعادل تقريبا الناتج المحلي الإجمالي لكوريا الجنوبية بأقل من نصف سكانها. يمثل اقتصاد المدينة معظم النشاط الاقتصادي في ولايتي نيويورك ونيوجيرسي.
مانهاتن هي المركز الرائد عالمياً في مجال البنوك والتمويل والاتصالات. فهي موطن لبورصة نيويورك (NYSE) في وول ستريت. يقع المقر الرئيسي للعديد من الشركات الكبرى في العالم في مانهاتن. احتوت المنطقة على أكثر من 500 مليون قدم مربع (46.5 مليون متر مربع) من المساحات المكتبية في عام 2015، مما يجعلها أكبر سوق للمكاتب في الولايات المتحدة. وسط مانهاتن، مع ما يقرب من 400 مليون قدم مربع (37.2 مليون متر مربع ) في نفس العام،  هي أكبر منطقة تجارية مركزية في العالم. تتميز مدينة نيويورك بتركزها العالي في شركات قطاع الخدمات المتقدمة في مجالات الاستشارات القانونية والمحاسبة والمصرفية والإدارية. وهذه هي أكبر مركز عالمي ل صناعة الإعلان، الذي يسمى «شارع ماديسون».
إن التمويل والتكنولوجيا المتقدمة والعقارات والتأمين والرعاية الصحية كلها تشكل أساس اقتصاد مدينة نيويورك. تعد المدينة أيضاً أهم مركز في البلاد للإعلام والصحافة والنشر. أيضاً، هي مركز الفنون البارز في البلاد. الصناعات الإبداعية مثل الوسائط الرقمية، والإعلانات، والأزياء، والتصميم والهندسة المعمارية تمثل حصة متزايدة من العمالة. تمتلك مدينة نيويورك ميزة تنافسية قوية في هذه الصناعات.

## الرعاية الصحية
البحوث والخدمات الطبية تقود صناعة الرعاية الصحية في نيويورك. تحظى المدينة بأعلى درجة في علوم الحياة بعد التخرج تُمنح سنوياً في الولايات المتحدة، و 60,000 طبيب مرخص، و 127 حائزاً على جائزة نوبل من مؤسسات تعليمية محلية. تتلقى نيويورك ثاني أكبر مبلغ من التمويل السنوي من المعاهد الوطنية للصحة بين جميع مدن الولايات المتحدة، بعد بوسطن.
توظف صناعة الرعاية الصحية حوالي 565,000 شخص في مدينة نيويورك، طبقاً للتعداد الأمريكي، مما يجعلها ثاني أكبر شركة توظيف في المدينة بعد الحكومة. في نيويورك، يعمل 565,000 شخص في أكثر من 70 مستشفى، وتخدم المستشفيات العامة العشرين بالمدينة 1.5 مليون مريض سنوياً.

## وسائل الإعلام
تعد نيويورك إلى حد بعيد المركز الأكثر أهمية للإعلام الأمريكي والصحافة والنشر. تعد المدينة أكبر سوق إعلامي في الولايات المتحدة، حيث تضم 7٪ من الأسر التي تشاهد التلفزيون في البلاد. يوجد ثلاثة من شركات تسجيل الموسيقى الأربعة الكبرى في المدينة. يوجد في المدينة أكثر من 200 صحيفة و 350 مجلة للمستهلكين. توظف صناعة نشر الكتب وحدها 25000 شخص. لهذه الأسباب وغيرها، غالباً ما تسمى نيويورك «عاصمة الإعلام في العالم».

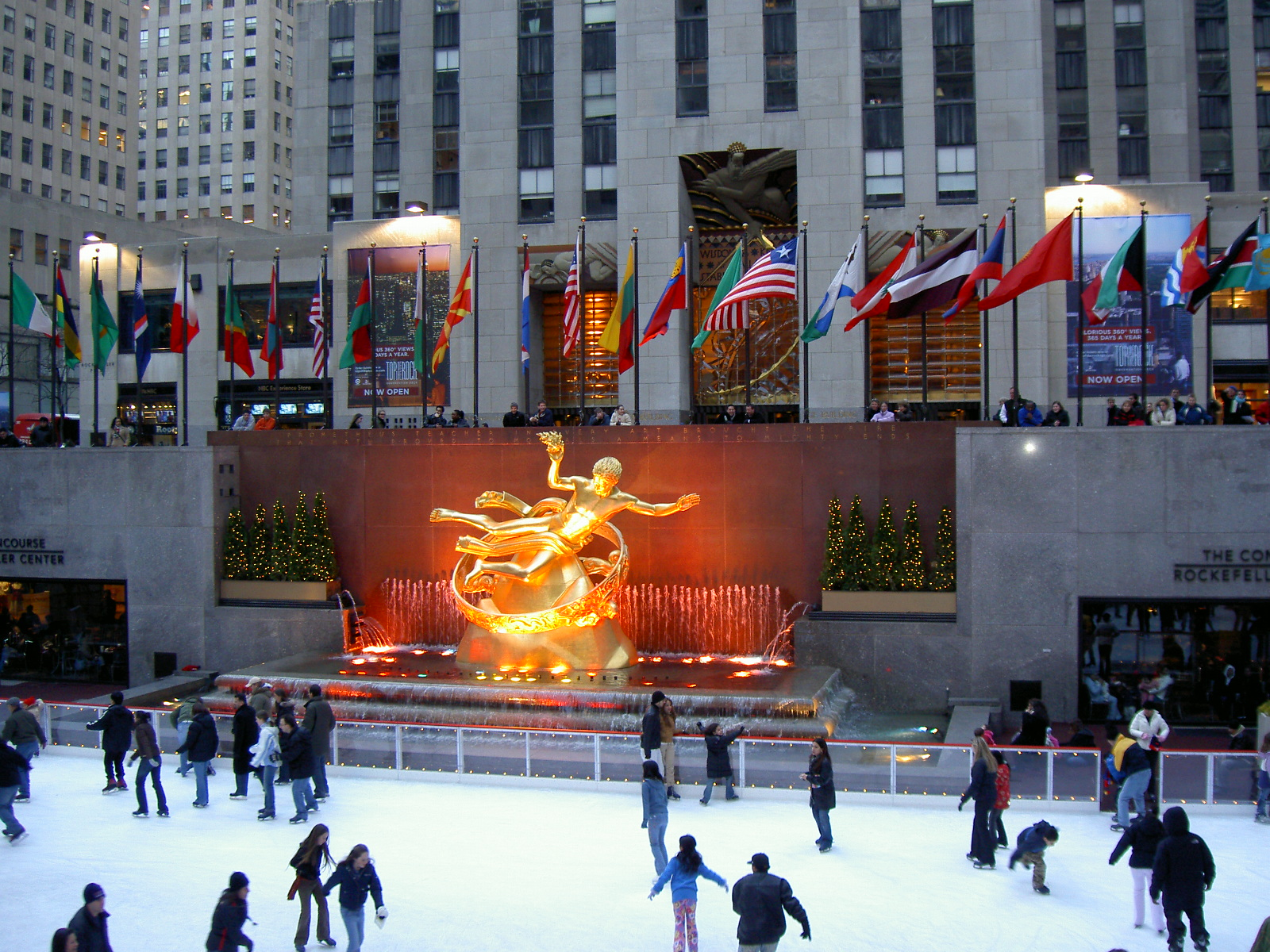
مركز روكفلر هو موطن لاستوديوهات NBC.

يوجد أيضاً العديد من أكبر التكتلات الإعلامية في العالم في المدينة.

### الأفلام
تعد مدينة نيويورك موقعًا بارزًا في صناعة الترفيه الأمريكي، حيث توجد العديد من الأفلام والمسلسلات التلفزيونية والكتب ووسائل الإعلام الأخرى. تعد مدينة نيويورك ثاني أكبر مركز لإنتاج الأفلام والتلفزيون في الولايات المتحدة، حيث تنتج حوالي 200 فيلم روائي سنوياً، ويعمل بها 130,000 فرد؛ نمت صناعة الترفيه المصوّرة في نيويورك، حيث ساهمت بنحو 9 مليارات دولار أمريكي في اقتصاد مدينة نيويورك لوحدها اعتباراً من عام 2015،  ومن حيث الحجم، تعد نيويورك الشركة الرائدة عالمياً في إنتاج الأفلام المستقلة  - يتم إنتاج ثلث الأفلام الأمريكية المستقلة في مدينة نيويورك. تتخذ جمعية المنتجين التجاريين المستقلين من نيويورك مقرا لها. في الأشهر الخمسة الأولى من عام 2014 وحده، تجاوز تصوير المواقع للطيارين التلفزيونيين في مدينة نيويورك مستويات الإنتاج القياسية لعام 2013 ،  مع تفوق نيويورك على لوس أنجلوس كأفضل مدينة في أمريكا الشمالية لنفس التميز خلال دورة 2013/2014.

## أهم الشركات المتداولة علنا في نيويورك
شركات فورتشن 500 ومقرها في ولاية نيويورك التي حققت إيرادات بلغت أكثر من 15 مليار دولار في عام 2015. وتتمركز جميعها باستثناء اثنتين في مدينة نيويورك؛ IBM وبيبسيكو، تتمركز في مقاطعة ويستشستر شمال مدينة نيويورك.